# Pygméåkerskivling
Pygméåkerskivling (Agrocybe pusiola) är en svampart som först beskrevs av Elias Fries, och fick sitt nu gällande namn av Roger Heim 1934. Pygméåkerskivling ingår i släktet marktofsskivlingar och familjen Strophariaceae.  Arten är reproducerande i Sverige. Inga underarter finns listade i Catalogue of Life.